# Brenna MacCrimmon
Brenna MacCrimmon (* 19. Juni 1970 in Toronto) ist eine kanadische Sängerin und Musikwissenschaftlerin. 

## Leben und Karriere
Brenna MacCrimmon beschäftigt sich seit 1984 mit der Musik der Türkei und des Balkans. Ihr Interesse begann in ihrer Jugend und wurde mit einem Besuchs der Bibliothek von Burlington initiiert. Ab Anfang der 1980er Jahre studierte sie an der University of Toronto Musikethnologie, lernte lokale türkische Musiker kennen und Baglamas spielen. 
Während der Vorbereitungen ihrer Diplomarbeit kam sie nach Istanbul und beschloss dort zu bleiben. Während ihres fünfjährigen Aufenthalts setzte sich MacCrimmon mit der traditionellen türkischen Musik auseinander und arbeitete mit lokalen Musikern und Bands zusammen. Es folgten weitere Reisen in der Türkei und nach Nordmazedonien. Ihre längste dieser Reisen dauerte von 1995 bis 2000.
MacCrimmon lehrte danach in ihrer Heimat türkischen und mazedonischen Gesang und gab Workshops. Es folgten Aufnahmen mit Künstlern und Musikgruppen wie Ayde Mori, Kulak Misafiri und Karşılama. Das Album Karşılama gewann 1998 den Juno Award. 
MacCrimmon gründete zusammen mit Beth Cohen, Paul Brown, Polly Ferber und Haig Manoukian die Band Orkestar Keyif. 
Als Gastmusikerin hat sie Aufnahmen und Auftritte mit Baba Zula und Stefan Hantel realisiert. 
2005 war sie in Fatih Akıns Dokumentarfilm Crossing The Bridge – The Sound of Istanbul zu sehen. 
Brenna MacCrimmon spricht fließend Türkisch und lebt in Toronto.

## Diskografie

### Alben
- 1998: Karşılama (mit Selim Sesler)
- 2001: Ayde Mori (mit Muammer Ketencoğlu, Sumru Ağıryürüyen und Cevdet Erek)
- 2008: Kulak Misafiri – Events in Small Chambers
- 2016: Nazar (mit Turkwaz)
- 2019: Ragtime Orioles (mit Bill Westcott)

### Singles (Auswahl)
- 2001: Jarnana (mit Sumru Ağıryürüyen)
- 2003: Cecom (mit Baba Zula & Mad Professor)
- 2007: Aşıkların Sözü Kalır (mit Baba Zula)
- 2008: Bir Sana Bir De Bana (mit Baba Zula)
- 2008: Evlerine Varagele Usandım
- 2008: Şemsiyemin Ucu Kare
- 2008: Dolama Dolamayi